# One Must Fall 2097
One Must Fall 2097 (OMF 2097) is een computerspel voor de PC ontwikkeld door Diversions Entertainment en uitgegeven door Epic Games in 1994.
Het spel is in essentie een vechtspel waarbij enorme robots het in een arena tegen elkaar opnemen. De robots (HARs, Human Assisted Robots) worden op afstand door mensen bestuurd. Ze zijn oorspronkelijk ontwikkeld door het bedrijf WAR (World Aeronautics and Robotics) om de mens te ondersteunen bij de verkenning en exploitatie van het zonnestelsel. De speler kan kiezen uit verschillende modellen robots, ieder met hun eigen sterktes en zwaktes, en met een set special moves waartegen de tegenstander zich moeilijker kan verdedigen maar die een specifieke combinatie van toetsen vereisen om ze te kunnen gebruiken.
In 1999 werd het spel door de uitgever als freeware vrijgegeven.

## Speelmodi
Singleplayermodus
In de singleplayer-modus speelt de gebruiker 'tegen de computer', met een flinterdun achtergrondverhaal. Het bedrijf WAR houdt een toernooi om te bepalen wie het beheer krijgt over de bouw van de eerste basis op Ganymedes. De speler kan uit tien beschikbare karakters kiezen en neemt het achtereenvolgens tegen alle andere karakters op, met als laatste de eindbaas: Major Kreissack, directeur van WAR, met de nieuwe Nova-robot. Als de speler Kreissack heeft verslagen, blijkt dat het toernooi eigenlijk een test was van een nieuwe technologie om menselijke hersenen in een robot (de Nova) te plaatsen.
Toernooimodus
In de toernooimodus kan de speler deelnemen aan vier toernooien waarin deze tegen verschillende computertegenstanders speelt. De speler begint met de 'simpelste' robot, de Jaguar. Het prijzengeld kan vervolgens worden gebruikt om upgrades voor de robot aan te schaffen en trainingen te volgen, of een geavanceerdere robot te kopen, om zo uiteindelijk het wereldkampioenschap te kunnen winnen.
Multiplayermodus
Het spel heeft een tweespelermodus waarin twee spelers achter dezelfde computer split-screen tegen elkaar spelen. Later werd daar nog een netwerk-multiplayer-modus aan toegevoegd.